# Integración Republicana
Integración Republicana (IR) fue un partido político venezolano de tendencia conservadora derechista fundado por Isaac Pardo y Elías Toro en 1958, luego del derrocamiento del gobierno de Marcos Pérez Jiménez. 

## Historia

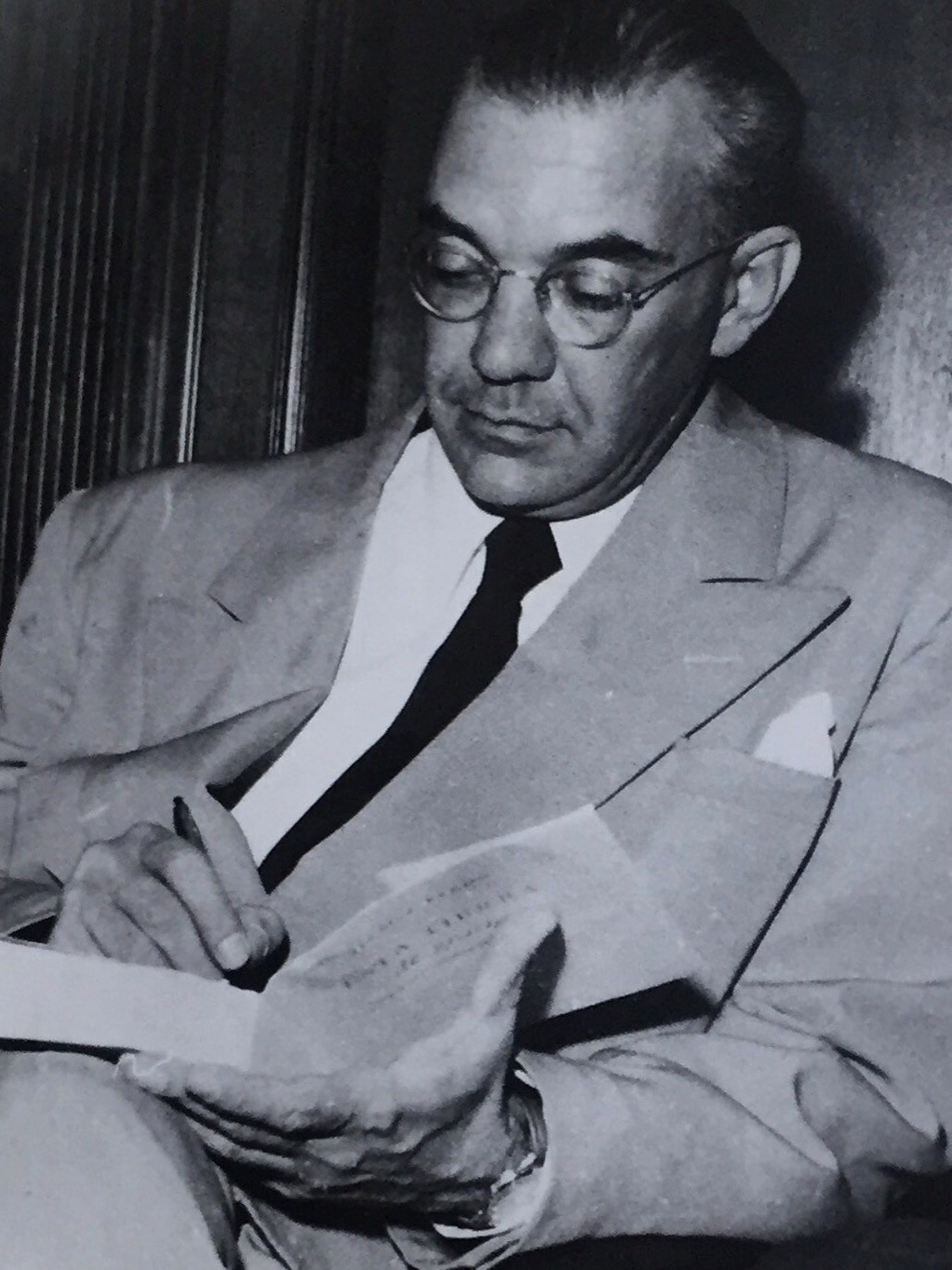
Isaac Pardo, Presidente y secretario general del Partido desde su fundación

### Origen
Apenas derrocado el gobierno del general Pérez Jiménez el 23 de enero de 1958, un grupo de intelectuales entre los que también se encontraban Martín Vegas, Rafael Vegas y Manuel Rafael Rivero decidieron crear lo que ellos denominaron como un “club político” con el fin de buscar una candidatura unitaria para las elecciones presidenciales de ese año que no pusiera en riesgo el retorno al sistema democrático. Los miembros fundadores de esta organización habían participado en las revueltas estudiantiles de 1928 contra el gobierno de Juan Vicente Gómez conocidas como la Generación del 28, además muchos de ellos había sido miembros fundadores de la Unión Republicana Democrática (URD) en 1945, como Pardo y Toro, pero luego de los años de dictadura y la ilegalización de ese partido en 1952, hacen que estos se retiraran de esa organización. 

### Presidenciales de 1958
Integración Republicana promovía el nombre de Martín Vegas como candidato unitario, pero las principales organizaciones políticas del país, entre ellas Acción Democrática (AD), Copei y URD decidieron lanzar sus propias candidaturas. Poco antes de la realización de las elecciones de 1958, esos tres partidos políticos firmaron el 31 de octubre de ese año el Pacto de Puntofijo, por el cual se comprometían a respetar los resultados electorales y a gobernar en coalición estableciendo un programa de gobierno común, independientemente de cual de ellos obtuviera la victoria; Integración Republicana al igual que el Partido Comunista de Venezuela (PCV), fueron excluidos de ese acuerdo. Ante ese escenario el partido decidió apoyar la candidatura del socialcristiano Rafael Caldera de Copei. Caldera quedó en el tercer puesto, siendo el candidato menos votado, el partido Integración Republicana apenas aportó el 0,60% de los votos y no obtuvo representación parlamentaria, Rómulo Betancourt de AD consiguió el triunfo.

### Gobierno de coalición y fin
Integración Republicana cobró importancia real en 1962, cuando URD se retira del Pacto de Puntofijo y en consecuencia le presentan la renuncia en los ministerios y gobernaciones al gobierno de Betancourt, este invita a Integración Republicana a formar parte del nuevo gabinete hasta que culmina el período presidencial en 1964. Finalizando el período de Betancourt muchos de los miembros del partido se retiraron y pasaron a formar parte de otro movimiento de derecha, el Frente Nacional Democrático liderado por Arturo Uslar Pietri.